# Glyptothorax zhujiangensis
Glyptothorax zhujiangensis är en fiskart som beskrevs av Lin 2003. Glyptothorax zhujiangensis ingår i släktet Glyptothorax och familjen Sisoridae. Inga underarter finns listade i Catalogue of Life.